# 孙希
孫希，五胡十六国時代前燕人物，昌黎郡人。
孫希是前燕广宁郡太守孙泳的儿子，《資治通鑑》作孫希为孫泳之弟。孫希在前燕为官，燕幽帝建熙元年（360年）三月，担任并州刺史。